# Iakúpovo
Iakúpovo (en rus: Якупово) és un poble de Baixkíria, a Rússia, que en el cens del 2010 tenia 322 habitants. Pertany al districte de Iermolàievo.